# Dieter Wilke
Dieter Wilke (* 1935) ist ein deutscher Rechtswissenschaftler.
Nach seiner Ersten juristischen Staatsprüfung folgte 1963 die Promotion an der Freien Universität Berlin und die Zweite juristische Staatsprüfung. 1972 erfolgte die Habilitation an der Universität Münster. Er war anschließend Richter und Präsident am Oberverwaltungsgericht Berlin sowie außerplanmäßiger Professor an der Freien Universität Berlin.

## Veröffentlichungen
- Die Verwirkung der Pressefreiheit und das strafrechtliche Berufsverbot, Duncker & Humblot, Berlin 1964 (Dissertation).
- Gebührenrecht und Grundgesetz. Ein Beitrag zum allgemeinen Abgabenrecht, Beck, München 1973 (Habilitationsschrift, 1972), ISBN 3-406-05028-X.
- mit Albrecht Randelzhofer: Die Duldung als Form flexiblen Verwaltungshandelns, Duncker & Humblot, Berlin 1981, ISBN 3-428-05037-1.
- (Hrsg.) Festschrift zum 125jährigen Bestehen der juristischen Gesellschaft zu Berlin, de Gruyter, Berlin/New York 1984, ISBN 3-11-009716-8.
- mit Hans Förster: Bauordnung für Berlin. Kommentar mit Rechtsverordnungen und Ausführungsvorschriften, Wiesbaden 1972, 5. Auflage, Vieweg, Wiesbaden 1999, 6. Auflage 2008, ISBN 3-528-12550-0.
- (Hrsg. mit Bernd Schulte) Der Bundesrat. Die staatsrechtliche Entwicklung des föderalen Verfassungsorgans (= Wege der Forschung, Bd. 507), Wissenschaftliche Buchgesellschaft, Darmstadt 1990, ISBN 3-534-10183-9.